# Formule de Rydberg
Pour les articles homonymes, voir Rydberg.
 (novembre 2016).
Si vous disposez d'ouvrages ou d'articles de référence ou si vous connaissez des sites web de qualité traitant du thème abordé ici, merci de compléter l'article en donnant les références utiles à sa vérifiabilité et en les liant à la section « Notes et références ».

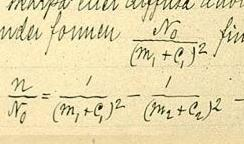
La formule de Rydberg comme elle apparaît dans un manuscrit de novembre 1888.

En physique atomique, la formule de Rydberg permet de calculer les longueurs d'onde des raies spectrales de nombreux éléments chimiques. Elle fut établie empiriquement en 1888 par le physicien suédois Johannes Rydberg à partir des raies spectrales des métaux alcalins et de la formule de Balmer, établie par Johann Jakob Balmer en 1885, pour les raies du spectre visible de l'hydrogène. Sous sa forme la plus simple, elle est une généralisation de la formule de Balmer pour toutes les transitions de l'hydrogène. La formule de Rydberg fut exploitée en 1913 par  le physicien danois Niels Bohr, pour élaborer son modèle de l'atome d'hydrogène à l'origine de la mécanique quantique.

## Formule de Rydberg pour l'hydrogène
Dans la formule manuscrite apparaissant sur l'image :
Rydberg désignait :
- par {\displaystyle n}, le nombre d'oscillations par mètre, soit la fréquence spatiale ;
- par {\displaystyle N_{0}}, la constante de nombre d'oscillations ;
- par {\displaystyle m_{1}} et {\displaystyle m_{2}}, des entiers avec {\displaystyle m_{2}>m_{1}} ;
- par {\displaystyle c_{1}} et {\displaystyle c_{2}}, des nombres {\displaystyle <1}.

Il est apparu que, pour l'atome d'hydrogène, les coefficients {\displaystyle c_{1}} et {\displaystyle c_{2}} sont nuls. Il pouvait donc ré-écrire la formule
En nommant {\displaystyle \sigma } la fréquence spatiale dans le vide de la raie, en changeant {\displaystyle m_{1}} et {\displaystyle m_{2}} par {\displaystyle n_{1}} et {\displaystyle n_{2}} et en remplaçant le symbole {\displaystyle N_{0}} de la constante par {\displaystyle R_{\text{H}}}, la constante de Rydberg de l'hydrogène, la formule devient :
où :
- {\displaystyle \lambda } est la longueur d'onde de la raie dans le vide ;
- {\displaystyle n_{1}} et {\displaystyle n_{2}} sont des entiers tels que {\displaystyle n_{2}>n_{1}} ;
- {\displaystyle R_{\text{H}}} est la constante de Rydberg de l'hydrogène, qui vaut environ 1,096 78 × 107 m−1.

Les différents coefficients {\displaystyle n_{1}} donnent naissance à différentes séries de raies spectrales lorsque le coefficient {\displaystyle n_{2}} varie de {\displaystyle n_{1}+1} à l'infini.
Pour chaque série, les valeurs limites de {\displaystyle \sigma } et de {\displaystyle \lambda } sont égales à :
| {\displaystyle n_{1}} | {\displaystyle n_{2}}                | Nom                | {\displaystyle \lambda _{n_{2}}} (nm) | {\displaystyle \lambda _{\infty }} (nm) | Domaine |
| --------------------- | ------------------------------------ | ------------------ | ------------------------------------- | --------------------------------------- | ------- |
| 1                     | {\displaystyle 2\rightarrow \infty } | Série de Lyman     | 121                                   | 91                                      | UV      |
| 2                     | {\displaystyle 3\rightarrow \infty } | Série de Balmer    | 656                                   | 365                                     | visible |
| 3                     | {\displaystyle 4\rightarrow \infty } | Série de Paschen   | 1 874                                 | 820                                     | IR      |
| 4                     | {\displaystyle 5\rightarrow \infty } | Série de Brackett  | 4 052                                 | 1 458                                   | IR      |
| 5                     | {\displaystyle 6\rightarrow \infty } | Série de Pfund     | 7 476                                 | 2 278                                   | IR      |
| 6                     | {\displaystyle 7\rightarrow \infty } | Série de Humphreys | 12 368                                | 3 280                                   | IR      |

## Généralisation aux hydrogénoïdes
La formule ci-dessus peut être généralisée à tout ion hydrogénoïde, c'est-à-dire ne possédant qu'un unique électron. Les cations He+, Li2+, Be3+ en sont des exemples.
où :
- {\displaystyle n_{1}}, numéro de la série, et {\displaystyle n_{2}}, numéro de la raie dans la série, sont des entiers tels que {\displaystyle n_{2}>n_{1}} ;
- {\displaystyle R_{M}} est la constante de Rydberg de l'atome.

où :
- {\displaystyle Z} est le numéro atomique ;
- {\displaystyle M} est la masse atomique de l'élément ;
- {\displaystyle m_{e}} est la masse de l'électron.

N. B. : Il apparaît que cette formule de Rydberg est celle d'une famille d'hyperboles, {\displaystyle n_{1}} et {\displaystyle n_{2}} définissant les positions respectives des sommets et des foyers. Ces hyperboles sont des franges d'interférences produites entre les ondes émises par le proton et par l'électron. Comme l'atome d'hydrogène n'a qu'un proton et qu'un électron, la représentation graphique des interférences est simple et claire ; pour les autres atomes, à l'exception des hydrogénoïdes, le modèle devient plus brouillé.